# José Sarria
José Julio Sarria (13 tháng 12 năm 1922 – 19 tháng 8 năm 2013), biết đến với tên The Grand Mere, Absolute Empress I de San Francisco, và the Widow Norton, là một nhà hoạt động chính trị người Mỹ đến từ San Francisco, California, người vào năm 1961 đã trở thành ứng cử viên đồng tính công khai đầu tiên cho văn phòng công cộng ở Hoa Kỳ. Ông cũng được nhớ đến khi biểu diễn như một drag queen tại Black Cat Bar và là người sáng lập Hệ thống Tòa án Hoàng gia.

## Qua đời
Sarria qua đời vì ung thư tuyến thượng thận ở tuổi 89 hoặc 90 vào ngày 19 tháng 8 năm 2013, tại nhà riêng ở Los Ranchos de Albuquerque.
 Cáo phó và cống phẩm xuất hiện trên khắp Hoa Kỳ trên các phương tiện truyền thông bao gồm The Advocate, KALW Public Radio (San Francisco), The New York Times và San Francisco Chronicle. Truyền thông bên ngoài Hoa Kỳ đưa tin về cái chết bao gồm Gay Star News, một tờ báo trực tuyến có trụ sở tại London; Replika, một tạp chí LGBT hàng tháng tại Warsaw, Ba Lan; Roze Golf, một chương trình phát thanh LGBT khu vực và tạp chí trực tuyến có trụ sở tại Enschede, Hà Lan; trang web của RTVE, mạng truyền hình công cộng quốc gia Tây Ban Nha; và Svenska Dagbladet, một tờ báo hàng ngày ở Stockholm, Thụy Điển.
Tang lễ theo chủ đề hoàng gia của Sarria được tổ chức vào ngày 6 tháng 9 năm 2013, tại  Nhà thờ Grace của San Francisco, với Mục sư Marc Handley Andrus, Giám mục của Giáo phận Tân giáo California, chủ tọa;  khoảng 1.000 người thương tiếc đã tham dự dịch vụ. Nhiều quan chức được bầu tại địa phương và tiểu bang đã tham gia, bao gồm Thượng nghị sĩ bang California Mark Leno, cựu thị trưởng San Francisco Art Agnos, Thủ quỹ San Francisco, ông José Cisneros, và các thành viên của Ban giám sát San Francisco.  Các nhà lãnh đạo của Hệ thống Tòa án Hoàng gia và các Nữ tu vĩnh viễn đã tham dự đầy đủ vương giả, với trang phục tang chính thức cho tòa án do Sarria ra lệnh trước. Các chức sắc khác trong đám tang bao gồm Stuart Milk, cháu trai của chính trị gia Harvey Milk và người đứng đầu Quỹ Harvey Milk.
Ngay sau đám tang, một người có khoảng 500 người đưa tang đi cùng thi thể Sarria đến Công viên tưởng niệm Woodlawn ở Colma, nơi ông được chôn cất với đầy đủ danh dự quân sự trong một âm mưu mà trước đây ông đã mua dưới chân mộ Joshua Norton.